# أناليزيز سيتوس
أناليزيز سيتوس (بالفرنسية: Analysis Situs)‏ هو عمل رائد كتبه هنري بوانكاريه ونشره في عام 1895. نشر بونكاريه أربع ملحقات لهذا العمل بين عامي 1899 و 1904. هذه الأوراق تشكلن أول دراسة منهجية للطوبولوجيا.